# Igor Sumnikov
Igor Sumnikov, né le 20 septembre 1966 à Minsk, Biélorussie, alors en URSS est un coureur cycliste soviétique.
Il a été champion du monde des 100 km contre-la-montre par équipes en 1985, après avoir obtenu le même titre chez les juniors, sur 70 km, en 1984. En 1985, le quatuor soviétique établissait le record de cette épreuve des championnats du monde, en parcourant les 99,400 km du parcours en 1 h 51 minutes 9 secondes, soit une moyenne de 53,657 km/h. C'est toujours le record de ce type de course, qui n'est plus disputée depuis 1994.

## Palmarès
- 1984
  -  Champion du monde du contre-la-montre par équipes juniors (avec Sergey Kapusta, Piotr Geukovski et Nikolaï Razouvaev)[1]
- 1985
  -  Champion du monde du contre-la-montre par équipes amateurs (avec Vasyl Zhdanov, Viktor Klimov et Alexandre Zinoviev)
  - 1rea (contre-la-montre par équipes) et 3e étapes du Tour de Basse-Saxe[2]
- 1986
  -  Champion d'URSS du contre-la-montre par équipes (avec Viktor Klimov, Vasyl Zhdanov et Assiat Saitov)[3]
  - Prologue de la Milk Race
  - 5eb (contre-la-montre par équipes) et 10eb étapes du Tour de Basse-Saxe
- 1987
  -  Champion d'URSS du contre-la-montre par équipes (avec Viktor Klimov, Vasyl Zhdanov et Assiat Saitov)[4]
  -  Champion d'URSS du contre-la-montre en duo (avec Viktor Klimov)
  - 4ea, 4eb, 7e, 9e et 12e étapes de la Milk Race
  - Ruban granitier breton :
    - Classement général
    - 3e et 4e étapes

  - 3e et 4e étapes du Tour du Vaucluse
  -  2e du championnat du monde du contre-la-montre par équipes amateurs (avec Viktor Klimov, Assiat Saitov et Evgeni Zagrebelnyi)
  - 3e du Tour du Loir-et-Cher
- 1988
  -  Champion d'URSS du contre-la-montre par équipes (avec Viktor Klimov, Vasyl Zhdanov et Assiat Saitov)[5]
  -  Champion d'URSS du contre-la-montre en duo (avec Vasyl Zhdanov)
  - 10e étape du Tour de Cuba
  - 7e du contre-la-montre par équipes des Jeux olympiques de Seoul (avec Vasyl Zhdanov, Viktor Klimov et Assiat Saitov)